# بركة العرائس
بركة العرائس أو بركة العرايس هي بركة تقع في قرية ملكا التابعة للواء بني كنانة في مدينة إربد، تقع بالقرب من الحمة الأردنية وسد الوحده الأردني، وتقع مقابل هضبة الجولان ويفصل بينها وبين هضبة الجولان نهر اليرموك
وتعد هذه البركة من أجمل البرك الموجودة في الأردن إذ تتواجد بين سلسلة جبال تقع في قرية ملكا مكونة منظرا جماليا في الربيع، وتعد من أهم البرك الموجودة في الأردن بل وفي الوطن العربي إذ تحتضن عدد من الحيوانات المهمة، مثل: السلحفاة المائية المهددة بالإنقراض والبط والطيور المهاجرة إلى أوروبا

## معلومات عن البركة
بركة العرائس تعد من أكبر البرك الموجودة في العالم العربي وهناك أشخاص تقول بأنها بحيرة فهي بحق بحيرة طبيعية نادرة، تبلغ مساحة مسطحها المائي عشرة دونمات، فيما تصل مساحتها إلى إثنين وثلاثين دونما، ويقدر عمقها بأكثر من خمسين مترا

## مصدر الاسم
هناك حكايات قالها السكان ال عن سبب المحليون لتسمية، فهناك من يقول أنه كانت العرائس تأتي إلى البركة قبل الزفاف لكي تمسح بماء البركة على يديها وشعرها وتتبرك بماء البركة
وهناك من يقول أنه في يوم من الأيام كان هناك في البركة حفل زفاف وأتى العريس لكي يأخذ العروس من البركة وكانت العروس في ملكا قديما تركب على فرس أو حصان، وفي هذا الوقت عندما قدم العريس لكي يأخذ العروس قدمت مياه وفيضانات قوية من منطقة اليرموك قتلت كل من العريس والعروس ومن كان موجود بالقرب من بركة العرائس
ولكي لا ينسوهم أبناء المنطقة قاموا بتسمية البركة ببركة العرائس

## أهمية البركة
يعد هذا الموقع من أهم المواقع السياحية في الأردن، لوقوعه في الجزء الدافئ من إقليم البحر الأبيض المتوسط على طريق الطيور المهاجرة، وعلى بعد 500 متر يجاورها نهر اليرموك الخالد
وتحتضن هذه البركة أنواعا من الحيوانات النادرة والطيور، مثل: ثعلب الماء وبومة السمك والسلاحف النهرية والمائية، وهي من الأصناف النادرة والمهددة بالانقراض، كما أنها محطة إستراتيجية لإستراحة العديد من أنواع الطيور خاصة الطيور المائية، إضافة أنها تمثل امتدادا طبيعيا لشرق النهر وموقعا آمنا يوفر الغذاء الملائم للكائنات التي تسكن نهر اليرموك
وتوجد في المنطقة أشجار كثيفة من أشجار البلوط والزعرور والعبهر والقيقب وغيرها، إضافة إلى أكثر من ألفي نوع من الأنواع النباتية العشبية التي تمثل إقليم البحر الأبيض المتوسط
وكان أهالي قرية ملكا يتجمعون في موسم قطف الزيتون وفي موسم الربيع ويجلسون مع بعضهم البعض ويتحدثون، فكان من أساسيات موسم الربيع لعائلات الملكاوي الجلوس أمام البركة وقطف الزيتون
وتقع بحيرة العرائس على خاصرة الوطن الشمالية مكانا طبيعيا لعشاق البيئة، وصومعة لهم تخلصهم من التوترات والإضطرابات
وأضيفت مؤخرا إلى المحميات الطبيعية القائمة على ثرى الأردن

## البركة والنفط
قال مدير مركز الدراسات البيئية في الجامعة الهاشمية الدكتور أحمد ملاعبة انه اكتشف أكبر حفرة غائرة في الأردن، وتقع الحفرة الغائرة كما يقول ملاعبة في منطقة عين العرايس، الواقعة بين بلدة ملكا ونهر اليرموك، أي على بعد 110 كم عن العاصمة عمان، وتستقر المياه خاصة في فصل الشتاء أسفل الحفرة، مشكلة ما يشبه البركة في قاع الحفرة، وهو الأمر الذي شكل طوال الوقت حائلا دون اكتشاف ماهية هذه الحفرة، والتوصل إلى أنها حفرة غائرة، فإن حفرة عين العرايس الغائرة تشكل دليلا على وجود مياه ساخنة في المنطقة، بل يرجح أن يكون وجودها يدل على وجود مواد عضوية كالـ ميثان وكبريتيد الهيدروجين، التي يمكن أن تخرج من باطن الأرض، ويُحتَمل أن وجودها دليل على تشكل مصادر هيدروكربونية –نفط وغاز- في طبقات الأرض السفلى

## الحيوانات والطيور في المنطقة
- طير المالك الحزين
- طير الوقواق
- ثعلب الماء
- بومة سمك بنية
- السلاحف المائية
- سلاحف برية
- بط
- البجع
- الضفادع